# FutureSex/LoveShow
FutureSex/LoveShow var en konsertturné av den amerikanska artisten Justin Timberlake som stödde hans andra studioalbum, FutureSex/LoveSounds. Turnén drog in närmare 125 miljoner dollar.

## Låtlista
1. "FutureSex/LoveSound"
2. "Like I Love You"
3. "My Love
4. "Señorita"
5. "Sexy Ladies"
6. "Until the End of Time"
7. "What Goes Around...Comes Around"
8. "Chop Me Up"
9. "Rock Your Body"
10. Medley: 
  1. "Gone"
  2. "Take It from Here"
  3. "Last Night"
11. "Damn Girl"
12. "Summer Love"
13. "Losing My Way"
14. "Cry Me a River"
15. "LoveStoned/I Think She Knows (Interlude)"
16. "SexyBack"
17. Encore:
  1. "(Another Song) All Over Again"